# (19506) Angellopez
(19506) Angellopez est un astéroïde de la ceinture principale découvert en 1998.

## Description
(19506) Angellopez a été découvert le 18 juin 1998 à l'observatoire astronomique de Majorque, au sud de Costitx sur l'île de Majorque en Espagne, par Ángel López Jiménez et Rafael Pacheco.

### Caractéristiques orbitales
L'orbite de cet astéroïde est caractérisée par un demi-grand axe de 2,84 UA, un périhélie de 2,38 UA, une excentricité de 0,16 et une inclinaison de 20,75° par rapport à l'écliptique. Du fait de ces caractéristiques, à savoir un demi-grand axe compris entre 2 et 3,2 UA et un périhélie supérieur à 1,666 UA, il est classé, selon la JPL Small-Body Database, comme objet de la ceinture principale.

### Caractéristiques physiques
(19506) Angellopez a une magnitude absolue (H) de 13,9 et un albédo estimé à 0,301.